# Duponchelia fovealis
Duponchelia fovealis es una especie de polillas perteneciente a la familia Crambidae descrita por Philipp Christoph Zeller en 1847. Es endémica de la zona que rodea el mar Mediterráneo y las islas Canarias, pero se ha extendido a otras partes de África, Europa, Oriente Medio y América del Norte.

## Descripcción

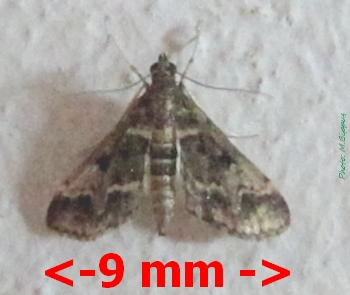
Polilla Duponchelia fovealis, 9 mm de ancho.

La envergadura del adulto es de unos 20 mm. La polilla vuela de mayo a junio, dependiendo de la ubicación.
Las larvas se alimentan de diversas plantas. Los hospedadores incluyen una amplia gama de plantas ornamentales y cultivos principalmente herbáceos, como Anemone, Anthurium, Begonia, Cyclamen, Euphorbia, Gerbera, Kalanchoe, Limonium, Rosa, ciertas plantas acuáticas, maíz, pepinos, pimientos, granados, tomates y algunas hierbas.

## Plaga invasiva en los Estados Unidos
El primer registro de Duponchelia fovealis en Norteamérica fue en California, donde se detectaron larvas vivas en un envío de begonias en un Home Depot en la ciudad de Concord en el Condado de Contra Costa desde la ciudad de San Marcos en el Condado de San Diego (CDFA, NAPIS, 2005). En la primavera de 2005, esta especie fue descubierta en tres invernaderos en el sur de Ontario, Canadá. En julio de 2010, se recolectaron cuatro polillas macho en una trampa de feromonas en el condado de San Diego, California. No se sabe en este momento si hay una población establecida.
El 1 de noviembre de 2010, el USDA-AHIS anunció que esta polilla estaba presente en al menos 13 estados de Estados Unidos. Actualmente (2019) está ampliamente difundida en los Estados Unidos y Canadá.